# 南京晓庄学院附属中学
南京市晓庄学院附属中学(又称晓庄附中)是南京市的一所普通中学,创建于1962年。

## 学校简史
- 1962年建校，前身为南京市唐山路中学；后与中山桥中学合并为南京市第四十一中学
- 1984年停办原有高中
- 1985年更名为南京师范专科学校附属中学
- 2006年3月更名为南京晓庄学院附属中学，同时被设为南京市第一中学分校
- 2011年9月依山郡新校园落成
- 2012年9月学校整体搬迁至依山郡新校园